# 颍州 (北魏)
颍州，中国南北朝时设置的州。
北魏孝昌四年（528年）置，治所在汝阴县（在今安徽省阜阳市境）。北齐废。隋朝大业年间，改颍州为汝阴郡。唐朝武德四年（621年）置信州，六年复改颍州。下领四县：汝阴县、颍上县、下蔡县、沈丘县。辖境相当今安徽省阜阳、颍上、阜南、太和、界首、临泉等市县地。
北宋政和六年（1116年）改为顺昌府，金朝时复为颍州。元朝时，属汝宁府。明朝洪武四年（1371年）二月，归属中都，即凤阳府。下领两县：颍上县、太和县。清朝雍正十三年（1735年），升为颍州府。
| 隋代行政区划变迁 | 隋代行政区划变迁 | 隋代行政区划变迁 | 隋代行政区划变迁 | 隋代行政区划变迁 | 隋代行政区划变迁 | 隋代行政区划变迁 | 隋代行政区划变迁                   |
| 区划             | 開皇元年         | 開皇元年         | 開皇元年         | 開皇元年         | 開皇元年         | 区划             | 大業3年                            |
| ---------------- | ---------------- | ---------------- | ---------------- | ---------------- | ---------------- | ---------------- | ---------------------------------- |
| 州               | 潁州             | 潁州             | 潁州             | 譙州             | 譙州             | 郡               | 汝陰郡                             |
| 郡               | 汝陰郡           | 陳留郡           | 潁川郡           | 譙郡             | 潁川郡           | 县               | 汝陰县 潁上县 潁陽县 清丘县 下蔡县 |
| 县               | 汝陰县 鄭城县    | 陳留县           | 許昌县           | 蕭县             | 不詳             | 县               | 汝陰县 潁上县 潁陽县 清丘县 下蔡县 |

| 唐朝颍州辖县 | 唐朝颍州辖县                                                             |
| ------------ | ------------------------------------------------------------------------ |
| 618年        | 汝阴县、清丘县、颍上县、下蔡县、颍阳县                                   |
| 619年        | 汝阴县、清丘县、颍上县、下蔡县、颍阳县（新增高唐县、永安县、永乐县）     |
| 621年        | 汝阴县、清丘县、颍上县、颍阳县、高唐县、永安县、永乐县（下蔡县改属涡州） |
| 623年        | 汝阴县、清丘县、颍上县、颍阳县（废除高唐县、永安县、永乐县）             |
| 627年        | 汝阴县、颍上县（沈丘县来属，废除清丘县、颍阳县）                         |
| 628年        | 汝阴县、颍上县、沈丘县                                                   |
| 634年        | 汝阴县、颍上县、沈丘县（下蔡县来属）                                     |
| 636年        | 汝阴县、颍上县、下蔡县（废除沈丘县）                                     |
| 706年        | 汝阴县、颍上县、下蔡县（重设沈丘县）                                     |

## 刺史
| 唐朝颍州刺史 - 田瓒（620年） - 杨仲达（武德年间） - 谢统师（622年—627年） - 裴弘献（653年） - 柳宝积（653年后—显庆年间） - 元怀式（671年） - 刘绍策（唐高宗时） - 李欣（垂拱年间） - 王勖（天授年间） - 袁忠臣（唐睿宗时） - 张庭珪（唐睿宗、唐玄宗时） - 柳儒（715年—716年） - 崔尚（730年） - 萧德绪（开元年间） - 汝阴郡太守 | - 论惟贞（宝应、广德年间） - 徐向（大历初年） - 李岵（768年—769年） - 姚奭（768年，未任） - 崔朝（大历年间） - 韦允（大历年间） - 李长卿（782年） - 韦勺（贞元初年） - 裴泾（791年） - 高彦昭（796年—元和年间） - 时元佐（元和、长庆年间） - 王某（829年—831年） - 高证（唐文宗时） - 张文规（843年—844年） - 皇甫某（会昌年间） - 李福（会昌年间） - 李廓（大中初年） | - 魏中庸（849年—852年） - 陆绍（大中年间） - 杨元孙（大中年间） - 裴闵（861年） - 刘瞻（867年，未任） - 宗回（872年） - 张自勉（877年—878年） - 王敬荛（884年—897年） - 王重师（乾宁年间） - 张存敬（896年—899年） - 朱友恭（900年—903年） - 高季兴（天祐初年） - 黄文靖（906年—907年） |